# 孙立新 (画家)
孙立新（1955年—），辽宁丹东人。1989年毕业于解放军艺术学院。 。

## 生平
2004年毕业于中央美术学院博士生课程班，师从詹建俊。现任军事博物馆美术创作室主任，国家一级美术师。中国美术家协会油画艺术委员会委员，中国油画学会理事。其主要油画作品入选第七、八、九、十、十一届全国美展。携手新世纪——第三届中国油画精品展、国家重大历史题材美术创作工程作品展，油画艺术与当代社会作品展。曾获第九届全国美展铜奖，全军抗洪美展一等奖，北京市纪念建国60周年优秀文艺作品奖，全军抗震题材优秀文艺作品奖。其作品被中国美术馆、中央美术学院美术馆、中国人民革命军事博物馆等收藏。1997年中央美术学院邀请主办“孙立新油画写生展”。1999年在中国美术馆举办“孙立新油画展”，於2017年3月23日舉辦“軍旅·行旅”油畫展，引發社會各界人士的關注與好評 。

## 個人著作
- 《孙立新油画集》（北京美术摄影出版社）
- 《当代艺术家精品·孙立新卷》（国家线装书局）。